# 1TV (afghansk TV-kanal)
1TV är en afghansk TV-kanal som lanserades 2010.